# Lancer du marteau masculin aux Jeux olympiques d'été de 2024
Pour des articles plus généraux, voir Athlétisme aux Jeux olympiques d'été de 2024 et Lancer du marteau aux Jeux olympiques.
Navigation
Tokyo 2020 Los Angeles 2028
L'épreuve du lancer du marteau masculin aux Jeux olympiques de 2024 se déroule les 2 et 4 août 2024 au Stade de France au nord de Paris, en France.

## Records
Avant cette compétition, les records dans cette discipline étaient les suivants :
| Record du monde  | Youri Sedykh (URS)    | 86,74 m | Stuttgart | 30 août 1986      |
| Record olympique | Sergey Litvinov (URS) | 84,80 m | Séoul     | 26 septembre 1988 |

## Programme
| Date            | Horaire | Manche         |
| --------------- | ------- | -------------- |
| Vendredi 2 août | 10 h 00 | Qualifications |
| Dimanche 4 août | 18 h 30 | Finale         |

## Résultats
Légende
- o : essai réussi
- x : essai manqué
- - : impasse

### Finale
A l'issue des 3 essais, les huit meilleurs lanceurs bénéficient de 3 essais supplémentaires.
| Rang                                | Athlète                | Pays       | Essais | Essais | Essais | Essais | Essais | Essais | Marque | Notes |
| Rang                                | Athlète                | Pays       | 1      | 2      | 3      | 4      | 5      | 6      | Marque | Notes |
| ----------------------------------- | ---------------------- | ---------- | ------ | ------ | ------ | ------ | ------ | ------ | ------ | ----- |
| Médaille d'or, Jeux olympiques      | Ethan Katzberg         | Canada     | 84,12  | 82,28  | x      | x      | x      | x      | 84,12  |       |
| Médaille d'argent, Jeux olympiques  | Bence Halász           | Hongrie    | 77,58  | 78,84  | 79,97  | 79,94  | 77,66  | 79,82  | 79,97  |       |
| Médaille de bronze, Jeux olympiques | Mykhaylo Kokhan        | Ukraine    | 78,54  | 79,39  | x      | 78,17  | 76,53  | 79,24  | 79,39  |       |
| 4                                   | Eivind Henriksen       | Norvège    | 76,45  | 79,18  | x      | x      | 76,11  | x      | 79,18  | SB    |
| 5                                   | Paweł Fajdek           | Pologne    | 78,01  | 77,22  | 78,57  | 78,80  | x      | 76,64  | 78,80  |       |
| 6                                   | Rudy Winkler           | États-Unis | 77,92  | x      | x      | x      | 71,9   | x      | 77,92  |       |
| 7                                   | Wojciech Nowicki       | Pologne    | 77,42  | 77,28  | 76,75  | 77,03  | x      | 75,92  | 77,42  |       |
| 8                                   | Yann Chaussinand       | France     | x      | x      | 77,38  | 77,15  | x      | x      | 77,38  |       |
| 9                                   | Rowan Hamilton         | Canada     | 76,59  | x      | x      | NC     | NC     | NC     | 76,59  |       |
| 10                                  | Merlin Hummel          | Allemagne  | 74,85  | 76,03  | x      | NC     | NC     | NC     | 76,03  |       |
| 11                                  | Thomas Mardal          | Norvège    | 74,25  | 73,68  | x      | NC     | NC     | NC     | 74,25  |       |
| 12                                  | Chrístos Frantzeskákis | Grèce      | x      | 73,34  | x      | NC     | NC     | NC     | 73,34  |       |

### Qualifications
Les 12 meilleurs lanceurs se qualifient pour la finale. Les lanceurs ayant effectué une performance de 77.00m sont qualifiés directement.
| Rang | Groupe | Athlète                | Pays       | 1     | 2     | 3     | Marque | Notes |
| ---- | ------ | ---------------------- | ---------- | ----- | ----- | ----- | ------ | ----- |
| 1    | B      | Ethan Katzberg         | Canada     | x     | 79,93 | —     | 79,93  | Q     |
| 2    | A      | Rowan Hamilton         | Canada     | 76,97 | x     | 77,78 | 77,78  | Q, PB |
| 3    | A      | Mykhaylo Kokhan        | Ukraine    | x     | 77,42 | —     | 77,42  | Q     |
| 4    | B      | Rudy Winkler           | États-Unis | 77,29 | —     | —     | 77,29  | Q     |
| 5    | A      | Eivind Henriksen       | Norvège    | x     | 77,14 | —     | 77,14  | Q, SB |
| 6    | B      | Bence Halász           | Hongrie    | 76,84 | 72,89 | 76,90 | 76,90  | q     |
| 7    | A      | Yann Chaussinand       | France     | x     | 75,43 | 76,86 | 76,86  | q     |
| 8    | A      | Thomas Mardal          | Norvège    | 76,16 | 76,78 | 73,71 | 76,78  | q     |
| 9    | B      | Paweł Fajdek           | Pologne    | x     | x     | 76,56 | 76,56  | q     |
| 10   | A      | Wojciech Nowicki       | Pologne    | x     | 76,32 | 75,50 | 76,32  | q     |
| 11   | B      | Chrístos Frantzeskákis | Grèce      | 75,23 | 73,94 | 74,21 | 75,23  | q     |
| 12   | B      | Merlin Hummel          | Allemagne  | 75,25 | x     | x     | 75,25  | q     |
| 13   | B      | Adam Keenan            | Canada     | x     | 69,97 | 74,45 | 74,45  | SB    |
| 14   | B      | Denzel Comenentia      | Pays-Bas   | x     | 72,17 | 74,31 | 74,31  |       |
| 15   | A      | Ragnar Carlsson        | Suède      | 72,72 | 73,96 | 73,94 | 73,96  |       |
| 16   | B      | Volodymyr Myslyvčuk    | Tchéquie   | 73,84 | x     | x     | 73,84  |       |
| 17   | A      | Matija Gregurić        | Croatie    | 71,48 | 72,94 | 73,69 | 73,69  |       |
| 18   | A      | Serghei Marghiev       | Moldavie   | 73,46 | x     | 70,73 | 73,46  |       |
| 19   | A      | Wang Qi                | Chine      | 65,43 | 72,52 | 69,6  | 72,52  |       |
| 20   | B      | Gabriel Kehr           | Chili      | 72,28 | 72,12 | 72,31 | 72,31  |       |
| 21   | B      | Dániel Rába            | Hongrie    | 71,37 | x     | 72,29 | 72,29  |       |
| 22   | B      | Diego del Real         | Mexique    | 69,39 | 72,10 | x     | 72,10  |       |
| 23   | B      | Joaquin Gomez          | Argentine  | x     | 64,94 | 72,10 | 72,10  |       |
| 24   | A      | Humberto Mansilla      | Chili      | 71,75 | 71,83 | 70,81 | 71,83  |       |
| 25   | A      | Donát Varga            | Hongrie    | 69,95 | 71,65 | 69,71 | 71,65  |       |
| 26   | B      | Jerome Vega            | Porto Rico | 69,19 | 71,61 | 70,44 | 71,61  |       |
| 27   | B      | Özkan Baltacı          | Turquie    | x     | 71,40 | 71,24 | 71,40  |       |
| 28   | A      | Sören Klose            | Allemagne  | 71,20 | x     | x     | 71,20  |       |
| 29   | A      | Michail Anastasakis    | Grèce      | x     | 70,14 | x     | 70,14  |       |
| 30   | A      | Mostafa Elgamel        | Égypte     | 68,12 | 68,65 | 70,09 | 70,09  |       |
| 31   | A      | Patrik Hájek           | Tchéquie   | 67,96 | 68,45 | 68,80 | 68,80  |       |
| -    | A      | Daniel Haugh           | États-Unis | x     | x     | x     | NM     |       |

## Légende
Records et Performances
- AR : Record continental (area record)
- CR : Record des championnats (championship record)
- MR : Record du meeting (meet record)
- NR : Record national (national record)
- OR : Record olympique (olympic record)
- PR : Record paralympique (paralympic record)
- PB : Record personnel (personal best)
- SB : Meilleure performance personnelle de la saison (season's best)
- WL : Meilleure performance mondiale de l'année (world leader)
- WJR : Record du monde junior (world junior record)
- WR : Record du monde (world record)

Circonstances et Conditions
- DNF : N'a pas terminé (did not finish)
- DNS : N'a pas pris le départ (did not start)
- DQ : Disqualification (disqualification)
- NM : Aucun essai valable enregistré (No Mark)
- Q : Qualifié « directement » au prochain tour (ou à la prochaine compétition), lors d'une compétition majeure, grâce au classement ou à la réalisation des minima (automatic qualifier)
- q : Qualifié au prochain tour (ou à la prochaine compétition), lors d'une compétition majeure, grâce au repêchage ou à la réalisation de l'une des meilleures performances parmi celles des « non qualifiés directement » (grâce au meilleur temps ou à la meilleure distance par exemple) (secondary qualifier)